# Region Hovedstadens Apotek
Region Hovedstadens Apotek er Danmarks største sygehusapotek og er offentligt ejet af Region Hovedstaden.
Sygehusapoteket er resultatet af en fusion mellem de tre tidligere sygehusapoteker H:S Apoteket, Sygehusapoteket i Frederiksborg Amt og Centralapoteket i Københavns Amt i Københavns og Frederiksberg kommuner, Bornholms Regionskommune samt i de tidligere amter København og Frederiksborg. Fusionen fandt sted i forbindelse med kommunalreformen i 2007.
Region Hovedstadens Apoteks hovedafdeling er beliggende i Herlev.

## Sygehusapotekets enheder og afdelinger
Region Hovedstadens Apotek består af 12 sygehusapoteksafdelinger, der er fordelt på alle sygehusene i Region Hovedstaden: Amager, Bispebjerg, Bornholm, Frederiksberg, Gentofte, Glostrup, Herlev, Nordsjællands Hospital, Hvidovre og Hørsholm hospitaler samt på Rigshospitalet i København.
Region Hovedstadens Apotek er organisatorisk opdelt i 5 virksomhedsområder: Produktion, Kvalitet, Logistik, Klinisk Farmaceutisk Ydelse samt Administration. 
Region Hovedstadens Apotek ledes overordnet af en sygehusapoteker. For tiden hedder sygehusapotekeren Lars Nielsen. Sygehusapoteket beskæftiger tilsammen over 550 medarbejdere, hvoraf 220 er farmakonomer og 100 farmaceuter. Resten af personalet udgøres af apoteksmedhjælpere, defektricer, laboranter, bioanalytikere, apoteksportører, hospitalsmedhjælpere og ufaglærte apoteksservicemedarbejdere. Hovedafdelingen i Herlev beskæftiger de 220 af sygehusapotekets medarbejdere.

## Sygehusapotekets opgaver
Farmaceuter, farmakonomer, laboranterne, hospitalsmedhjælperne og apoteksportørerne arbejder hovedsageligt med fremstilling og produktion af de lægemidler, som sygehusene skal bruge. Derudover transporterer og distribuerer apoteksportørerne og hospitalsmedhjælperne medicinen rundt til sygehusenes afdelinger. Sygehusapoteket er også ansvarlig for lægemiddelforsyningen til regionens psykiatriske institutioner og det grønlandske og Færøske sundhedsvæsen.
Sygehusfarmakonomerne og sygehusfarmaceuterne er hovedsageligt beskæftiget med ledelse (herunder personaleledelse), forskning samt kvalitetsstyring, -kontrol og sikring. I afdelingerne for klinisk farmaci samarbejder kliniske farmakonomer og kliniske farmaceuter med læger, rådgiver om medicinering og informerer desuden sygeplejersker og andet sygeplejepersonale om håndtering og administration af medicinen.
Region Hovedstadens Apotek samarbejder med Pharma og Pharmakon om farmaceut- og farmakonomuddannelsen, idet sygehusapotekerne modtager farmakonom- og farmaceutstuderende på studieophold.

## Eksterne kilder, links og henvisninger
- Region Hovedstadens Apoteks hjemmeside
- "Fusionens store sygehusapotek i sigte", artikel bragt i Farmakonomen, januar 2007 (Webside ikke længere tilgængelig)
- "Fusioneret sygehusapotek skal levere mere kvalitet for (lidt) færre penge", artikel bragt i Pharma, maj 2008 (Webside ikke længere tilgængelig)

55°43′6.64″N 12°25′45.48″Ø / 55.7185111°N 12.4293000°Ø